# Whedefit Gesgeshi Woude Henate Ethiopia
"Whedefit Gesgeshi Woude Henate Ethiopia" (Amhaars:ወደፊት ገስግሺ ውድ እናት ኢትዮጵያ; Engels:"March Forward, Dear Mother Ethiopia") (Nederlands: Marcheer voorwaarts, Lieve moeder Ethiopië) is sinds 1992 het volkslied van Ethiopië. De tekst is geschreven door Melaku Mengesha; de muziek door Solomon Lulu Mitiku.

## Amhaars
የዜግነት ክብር በ ኢትዮጵያችን ፀንቶ
ታየ ህዝባዊነት ዳር እስከዳር በርቶ
ለሰላም ለፍትህ ለህዝቦች ነፃነት
በእኩልነት በፍቅር ቆመናል ባንድነት
መሰረተ ፅኑ ሰብዕናን ያልሻርን
ህዝቦች ነን ለስራ በስራ የኖርን
ድንቅ የባህል መድረክ ያኩሪ ቅርስ ባለቤት
የተፈጥሮ ፀጋ የጀግና ህዝብ እናት
እንጠብቅሻለን አለብን አደራ
ኢትዮጵያችን ኑሪ እኛም ባንቺ እንኩራ።

## Latijnse transliteratie
Yäzêgennät Keber Bä-Ityopp'yachen S'änto
Tayyä Hezbawinnät Dar Eskädar Bärto.
Läsälam Läfeteh Lähezboch Näs'annat;
Bä'ekkulennät Bäfeqer Qomänal Bä'andennät.
Mäsärätä S'enu Säbe'enan Yalsharen;
Hezboch Nän Läsera Bäsera Yänoren.
Denq Yäbahel Mädräk Yä'akuri Qers Baläbêt;
Yätäfät'ro S'ägga Yä'jägna Hezb ennat;
Ennet'äbbeqeshallän Alläbben Adära;
Ityopp'yachen nuri Eññam Banchi Ennekura!

## Engelse vertaling
Respect for citizenship is strong in our Ethiopia;
National pride is seen, shining from one side to another.
For peace, for justice, for the freedom of peoples,
In equality and in love we stand united.
Firm of foundation, we do not dismiss humanness;
We are people who live through work.
Wonderful is the stage of tradition, mistress of a proud heritage,
Natural grace, mother of a valorous people.
We shall protect you - we have a duty;
Our Ethiopia, live! And let us be proud of you!

## Nederlandse Vertaling
Respect voor burgerschap is groot in ons Ethiopië
Nationale trots wordt gezien, schijnend van de ene kant naar de andere
Voor vrede, voor gerechtigheid, voor de vrijheid van volkeren
In gelijkheid en liefde staan wij samen
Sterk op de grondvesten, wij wijzen menselijkheid niet af
Wij zijn mensen die leven door te werken
Wonderschoon is de traditie, maagd van trots erfgoed
Moeder van natuurlijke waarden, moeder van moedige mensen
Wij zullen U beschermen - we hebben een taak;
Ons Ethiopië, leef! - en laat ons trots op je zijn!
Onafhankelijke staten: Algerije · Angola · Benin · Botswana · Burkina Faso · Burundi · Centraal-Afrikaanse Republiek · Comoren · Congo-Brazzaville · Congo-Kinshasa · Djibouti · Egypte · Equatoriaal-Guinea · Eritrea · Ethiopië · Gabon · Gambia · Ghana · Guinee · Guinee-Bissau · Ivoorkust · Kaapverdië · Kameroen · Kenia · Lesotho · Liberia · Libië · Madagaskar · Malawi · Mali · Marokko · Mauritanië · Mauritius · Marokko · Mozambique · Namibië · Niger · Nigeria · Oeganda · Rwanda · Sao Tomé en Principe · Senegal · Seychellen · Sierra Leone · Somalië · Soedan · Swaziland · Tanzania · Tsjaad · Togo · Tunesië · Zambia · Zimbabwe · Zuid-Afrika · Zuid-Soedan
Niet algemeen erkende landen: Somaliland · Westelijke Sahara
Afhankelijke gebieden: Mayotte · Réunion (onofficieel) · Saint Helena, Ascension and Tristan da Cunha (onofficieel)